# За беспощадную борьбу с контрреволюцией (нагрудный знак)
«За беспощадную борьбу с контрреволюцией» — ведомственный наградной знак для сотрудников НКВД, выдававшийся в 1920—1930-х гг.
23 апреля 1933 года правительственное постановление «Об орденах СССР и Союзных республик и наградных значках» предписывает заменить все подобные знаки, имеющие сходство с орденами СССР.
По некоторым данным такой знак мог быть проектом ордена «Феликса Дзержинского», который намеревались учредить в СССР для работников госбезопасности.